# روبرت بوشارد
روبرت بوشارد هو سياسي كندي، ولد في 30 مارس 1943 في Saint-Edmond-les-Plaines ‏ في كندا. نشط حزبياً في الكتلة الكيبيكية. في الانتخابات الاتحادية الكندية 2008 ‏، انتخب عضو مجلس العموم الكندي عن دائرة Chicoutimi—Le Fjord ‏ وقد انضم خلال فترته النيابية ‏ (14 أكتوبر 2008 – 1 مايو 2011) للكتلة البرلمانية الكتلة الكيبيكية وانتخب عضو مجلس العموم الكندي عن دائرة Chicoutimi—Le Fjord ‏ وقد انضم خلال فترته النيابية ‏ للكتلة البرلمانية الكتلة الكيبيكية وانتخب عضو مجلس العموم الكندي عن دائرة Chicoutimi—Le Fjord ‏ وقد انضم خلال فترته النيابية ‏ للكتلة البرلمانية الكتلة الكيبيكية.